# Shy Ely
Pour les articles homonymes, voir Ely (homonymie).
Shyron « Shy » Ely, né le 16 juillet 1987 à Washington en Pennsylvanie, est un joueur américain de basket-ball.